# Rutherford (New Jersey)
Rutherford – miasto w hrabstwie Bergen w stanie New Jersey. Według spisu ludności na rok 2000, liczyło 18 110 mieszkańców. Należy do wewnętrznych przedmieść Nowego Jorku.